# Adectophylax volutus
Adectophylax volutus là một loài Trichoptera trong họ Polycentropodidae. Chúng phân bố ở miền Australasia.